# Солодыри
Солодыри (укр. Солодирі) — село на Украине, основано в 1920 году, находится в Хорошевском районе Житомирской области.
Население по переписи 2001 года составляет 390 человек. Почтовый индекс — 12141. Телефонный код — 4145. Занимает площадь 1,35 км².

## Адрес местного совета
12140, Житомирская область, Хорошевский р-н, с.Дворище, ул.Ленина, 10